# Mike Marqusee
Mike Marqusee (/ˈmɑːrkəsi/; 27 de janeiro de 1953 – 13 de janeiro de 2015) foi escritor, jornalista e ativista político norte-americano em Londres.
Seu primeiro trabalho publicado foi o ensaio "Turn Left at Scarsdale", escrito quando era um estudante de dezesseis anos do ensino médio em Nova Iorque e incluído na coleção "High School Revolutionaries", de 1970.
Marqusee, que se descreveu como um "desarraigado judeu marxista de Nova Iorque", viveu na Grã-Bretanha a partir de 1971. Escreveu principalmente sobre política, cultura popular, subcontinente indiano e críquete, e foi correspondente regular de, entre outros, The Guardian, Red Pepper e do The Hindu. Depois que foi diagnosticado com mieloma múltiplo em 2007, escreveu extensivamente sobre questões de saúde e em defesa do Serviço Nacional de Saúde. Seu livro The Price of Experience: Writings on Living with Cancer foi publicado em 2014. Foi o editor da Labour Left Briefing, membro executivo da Coalizão Stop the War e da Aliança Socialista, e também escreveu para a Left Unity. Também foi uma figura importante no Iraq Occupation Focus. Em 2014 estava trabalhando em uma proposta de biografia dos escritores Thomas Paine e William Blake.
Sua parceira foi a advogada Liz Davies. Morreu em janeiro de 2015, aos 61 anos, de mieloma múltiplo.
"Tanto na eloquência de seus escritos quanto no profundo humanismo de sua visão, Mike Marqusee está ombro a ombro com os espíritos de Isaac Deutscher e Edward Said." – Mike Davis, autor do City of Quartz.

## Escrita esportiva
Um ardente fã de esportes, Marqusee ganhou renome considerável por suas obras sobre críquete. War Minus the Shooting, seu livro sobre a Copa do Mundo de Críquete de 1996, foi elogiado como um "relato fascinante, revelador e em grande parte livre de afobação". Antes de ser publicado, Rob Steen escreveu: "observações sobre o críquete subcontinental emanado da Grã-Bretanha e de praticamente todos os outros cantos do chamado mundo antigo tendiam a ser clichês, equivocadas, ridículas, condescendentes ou simplesmente racistas. Não é de admirar, portanto, que tenha sido preciso um americano vivendo em Londres, com uma mochila, um caderno e uma escrita CLR Jamesiana, para que o marxismo fornecesse um corretivo em algo atrasado." Duncan Campbell, do The Guardian, escreveu que "um dos melhores livros já escritos sobre críquete, Anyone But England, é de um escritor americano, Mike Marqusee".